# Tambohorano
Tambohorano is een plaats en commune in het westen van Madagaskar, behorend tot het district Maintirano, dat gelegen is in de regio Melaky. Tijdens een volkstelling in 2001 telde de plaats 8.000 inwoners.
De plaats biedt naast lager onderwijs ook middelbaar onderwijs aan. Bij de plaats bevindt zich een lokaal vliegveld en een zeehaven. 65 % van de bevolking werkt als landbouwer, 20 % houdt zich bezig met veeteelt en 10% verdient zijn brood als visser. Het belangrijkste landbouwproduct is rijst; andere belangrijke producten zijn tarwe, kokosnoten, maniok en gerst. Verder is 5% actief in de dienstensector.